# Svatouspenská Univská lávra
Svatouspenská Univská lávra je lávra – monastýr ukrajinské řeckokatolické církve v obci Univ ve Lvovské oblasti. Je významným poutním místem. Datum založení monastýru není známé, ale již v dokumentech ze 14. století je uváděn jako duchovní centrum Haliče. V monastýru se nachází divotvorná ikona Bohorodičky. V současnosti zde sídlí mniši studitského způsobu života.